# Xã Kechi, Quận Sedgwick, Kansas
Xã Kechi (tiếng Anh: Kechi Township) là một xã thuộc quận Sedgwick, tiểu bang Kansas, Hoa Kỳ. Năm 2010, dân số của xã này là 9.027 người.